# Svéd nyugdíjrendszer

## Bevezetés
A svéd öregségi nyugdíjrendszerben 1999 január elsejei hatállyal történtek reform-jellegű változtatások: ennek értelmében ettől az időponttól az öregségi ellátásokat egy befizetés-meghatározott és felosztó-kirovó elven működő, valamint egy tőkésített részt is tartalmazó társadalombiztosítási rendszerből fizetik. A befizetés-meghatározott rendszerben az egyéni befizetéseket egy virtuális  számlán tartják nyilván (NDC-rendszer), amely számla egyenlegéről a svéd nyugdíjbiztosító évente beszámol az állampolgároknak: értesítőt, ún. Narancs borítékokat küld a számukra.

## Majdnem úgy működik, mint egy bank
A svéd nemzeti nyugdíjrendszer hasonlóan működik, mint a megtakarítás a bankban: ez a megállapítás igaz a rendszer jövedelem-részeire (járulék-befizetésekre), az állami nyugdíjkifizetésekre és a prémium nyugdíjra.
Minden évben befizetik a nyugdíjjárulékot a biztosítottak, a munkaadók és egyes esetekben a központi kormányzat. A befizetések elszámolása nyugdíj-pontokban a „bankkönyvben”, azaz a gyakorlatban ténylegesen az egyéni számlákon történik, az állami nyugdíjrész és a prémium nyugdíj esetében egyaránt.
A befizetések – mint nyugdíjcélú megtakarítások – halmozódnak az évek során, amelyről minden évben a Narancs boríték megküldése útján minden biztosított értesül, lehetővé téve, hogy a biztosított szemmel kövesse számláinak növekedését évről évre, egyúttal tájékoztató képet kapva jövőbeli nyugdíja nagyságáról. Amikor a biztosított egyén nyugdíjbavonul, a pénzmozgás iránya megfordul, és a felhalmozott tőkeösszegből állami- illetve prémium nyugdíjat folyósítanak részére egészen a haláláig.
A befizetéseket, a kifizetett ellátásokat, a kamatokat és a hozamokat, valamint az adminisztratív költségeket minden személynek saját egyéni számláján tartják nyilván.

## A formája mégis teljesen nyugdíjbiztosítási
Egyik fő jellemzője a rendszernek, hogy a nyugdíjbiztosítási megtakarítások zártak, azaz lehetetlen kilépni belőlük vagy korhatár betöltése előtt ellátásban részesülni. Szűken vett értelemben nyugdíjkorhatár nincs: 61-67 éves kor között szabadon megválasztható a nyugdíjazás ideje, azonban ez kifejeződik a járadék összegében: minél később vonul valaki nyugdíjba, annál nagyobb ellátásra számíthat.
A nyugdíjbiztosítás céljai között szerepel a felhalmozott vagyon újraelosztása az átlagnál rövidebb élettartamú egyénektől azoknak, akik hosszabb ideig élnek; az egyéni számlán nyilvántartott összeg tehát nem örökölhető. A nyugdíjaskor előtt elhunyt személyek egyéni számlájának egyenlegét – az úgynevezett öröklési nyereséget – minden évben elosztják az azonos születési évjárat még élő biztosítottjai között; ez a mechanizmus a nyugdíjak folyósításának megkezdése után is működik, azaz a nyugdíj megállapításakor becsült átlagos életkor előtt elhunyt személy számlaköveteléséből azok részesülnek majd, akik ennél a becsült életkornál tovább élnek. A biztosítottak tehát egy kockázatközösséget alkotnak; így lehetséges az, hogy az átlagéletkornál hosszabb ideig élők többet, a rövidebb ideig élő személyek pedig kevesebbet kapnak vissza annál, mint amit befizettek.

## Az ellátások fedezete
Nyugdíjjárulékként minden biztosított  a bére 7%-át, foglalkoztatója 10,21%-át, ketten összesen a bruttó bér 17,21%-át fizetik, ami az egyéni nyugdíjjárulékkal csökkentett bérhez viszonyítva 18,5%-os nyugdíjjárulékot jelent. Ebből 16% kerül az egyéni számlákon jóváírásra és 4 állami nyugdíjalap között egyenlő arányban szétosztva; a havi nyugdíjkifizetéseket is ezekből az alapokból teljesítik. 2,5% pedig az egyén által választott befektetési alap valamelyikébe kerül, ahol a nyugdíjazásáig befektetik, a ténylegesen elért hozamot jóváírják; 2009 végén 777 pénzügyi alapot kezelt 88 alapkezelő cég.
A befizetett járulékok nagyobbik része tehát tulajdonképpen egy felosztó-kirovó rendszert finanszíroz, utóbbi pedig egy tőkésített részt, amit a svédek prémium nyugdíjnak hívnak.
A biztosításba befogadott jövedelmeknek – azaz ami után járulékot kell fizetni –  alsó és felső korlátja van: az alsó határ az a jövedelem, ami után az adótörvények alapján már adózni kell; a plafon pedig egy évente meghatározott összeg (2009-ben 50900 korona/év) 8,07-szerese. A plafon fölötti jövedelmekből járulékot nem vonnak az egyéntől, így az a számlán sem kerül jóváírásra. A munkáltatói járulékfizetésnek nincs felső határa: a plafon feletti rész után befizetett járulék azonban nem a nyugdíjrendszerbe, hanem a központi költségvetésbe kerül.

## Kamatok, hozamok, költségek
Mint a megtakarítások a bankban, az egyéni számlákon a befizetések ugyanúgy kamatoznak: főszabály szerint az éves átlagkereset-növekedés mértékével (bérindex) évről évre indexálják őket. A tőkésített pillér hozamai a pénzügyi piacok teljesítményétől – azaz a gazdaság általános helyzetétől – függnek.
Sem az egyéni számlák kamatai, sem a befektetési alapok hozamai nem garantáltak, azaz negatív hozam is lehetséges. A befizetések alrendszerek és alapok közötti megosztása következtében a súlyozott megtérülési ráta 1995 óta az állami nyugdíj esetében eléri a 2,8%-ot, a prémium nyugdíj esetében pedig a 3,2%-ot.
A svéd nyugdíjbiztosítás alapvetően önfenntartó: a költségvetésből egyes jogszerző időszakokra – pl. táppénz, sorkatonai szolgálat, gyermekgondozással töltött idő – normatív módon juttatott pénzösszegeken kívül további transzferek nincsenek a központi költségvetés és a nyugdíjrendszer között, az állami nyugdíjakat felosztó-kirovó elv szerint a befolyó járulékbevételekből fizetik. Annak érdekében, hogy a – jelenleg 16%-os mértékű – járulékot ne kelljen emelni, bizonyos demográfiai és gazdasági körülmények hatásai ellen működik egy kiegyenlítő mechanizmus a hosszútávú egyensúly fenntartása érdekében: ennek lényege, hogy olyan mértékben fogja vissza a jövőbeli kiadások emelkedését, amilyen mértékben a bevételek csökkennek; a bevételek szempontjából kedvező helyzetben ennek az ellenkezője is igaz. Például: ha az adott évi mérleg aránya 1,000 alá esik (azaz a kiadások meghaladják a bevételeket, és szükség van tartalékok felhasználására) mondjuk 0,990 értékre, miközben a bérnövekedés 4%-os, az egyéni számlák indexálásának mértéke a 4% helyett csupán 3,96%-os lesz.
Az adminisztrációs és a tőkekezelési költségeket minden évben levonják az egyéni számla vagy a kezelt tőke összegéből; számítások szerint a működési költségek az állami nyugdíj leendő összegét 0,5%-kal, a prémium nyugdíj összegét pedig 7,5%-kal csökkentik.

## A nyugdíjak összege
Minden születési évjáratnak van egy előre megállapított, rendszeresen felülvizsgált és újraszámolt életjáradék osztója, ami tükrözi az évjárat várható élettartamát (a nők és a férfiak eltérő várható élettartamát átlagolják), és tartalmaz egy 1,6%-os mértékű kamatot is. Az állami nyugdíj kiszámolása során a nyugdíjbavonulás időpontjában az egyéni számlán rendelkezésre álló – virtuális – pénzösszeg alapján az életjáradék osztóval elosztva kapják meg a havi/éves járandóság összegét. Például: egy 2008-ban 65 éves korában nyugdíjba vonuló személy életjáradék osztója 16; 2,5 millió koronás egyenleggel 156.250 korona éves induló nyugdíjra számíthat.
Az állami nyugdíj indexálása főszabály szerint bérkövető, azonban az országos béremelkedés mértékéből levonják a nyugdíj megállapítása során alkalmazott kamatláb mértékét: az eredmény negatív értékű is lehet (ebben az esetben nyugdíjcsökkentés következik be). A 65 éves kornál korábban igénybe vett állami nyugdíjak a 65 éves kor betöltéséig árkövetőek, csak ezt követően érvényesül a főszabály.
A prémium nyugdíj megállapításának módja lényegében megegyezik egy biztosítási termék szolgáltatásának kiszámításával: a nyugdíjbavonulás időpontjában rendelkezésre álló, a befektetésekből származó hozamokkal megnövelt tőkéből egy- vagy több életre szóló év- vagy életjáradékot vásárolhat az érintett.
A svéd modell tartalmaz egy minimumnyugdíj-szabályt is: azok számára, akiknek nincs, vagy nagyon alacsony összegű a nyugdíjuk, azok számára az állami költségvetésből – tehát nem a nyugdíjrendszerből, hanem adóbevételekből – maximált összegű ellátás állapítható meg. A teljes összegű garantált nyugdíj 40 év Svédországban lakás esetén igényelhető; amennyivel kevesebb ideig élet valaki az országban, annyiszor 1/40-ed résszel csökkentik az ellátást a minimálisan megkövetelt 3 évig. A garantált nyugdíjak indexálása árkövető.

## ATP
Az ATP megjelölés a nyugdíjreform előtti svéd nyugdíjrendszert takarja. Az 1999-től hatályos rendszer teljes egészében ugyanis azokra vonatkozik, akik 1954-ben vagy később születtek; az 1938-1953 között születetteknek fokozatos átmenetet biztosítanak az új rendszerbe oly módon, hogy nyugdíjuk egy részét az új, egy részét pedig a régi rendszer szabályai szerint kapják, az életkor függvényében változó arányban: akik 1938-ban születtek, azok számára nyugdíjuk 20%-át az új szabályok szerint, 80%-át pedig a régi szabályok szerint kalkulálják. Ez az arány születési évenként 5%-ponttal változik az új rendszer javára. 2001 volt az első év, amikor az új rendszer alapján történtek kifizetések. Az átmenet hosszú: először 2015-ben lehetett olyan személy, akinek az ellátását már teljes egészében az új rendszer szerint számítják ki (1954-ben született, és már 61. éves korában nyugdíjat szeretne igénybe venni).
Az 1938 előtt születetteknek a nyugdíjjogosultsághoz legalább 30 év járulékfizetés szükséges, amelyből a legjobb 15 év keresete alapján állapítanak meg ellátást, amelyet  a megreformált rendszer indexálási szabályai szerint emelnek.